# فوطة حيض قماشية

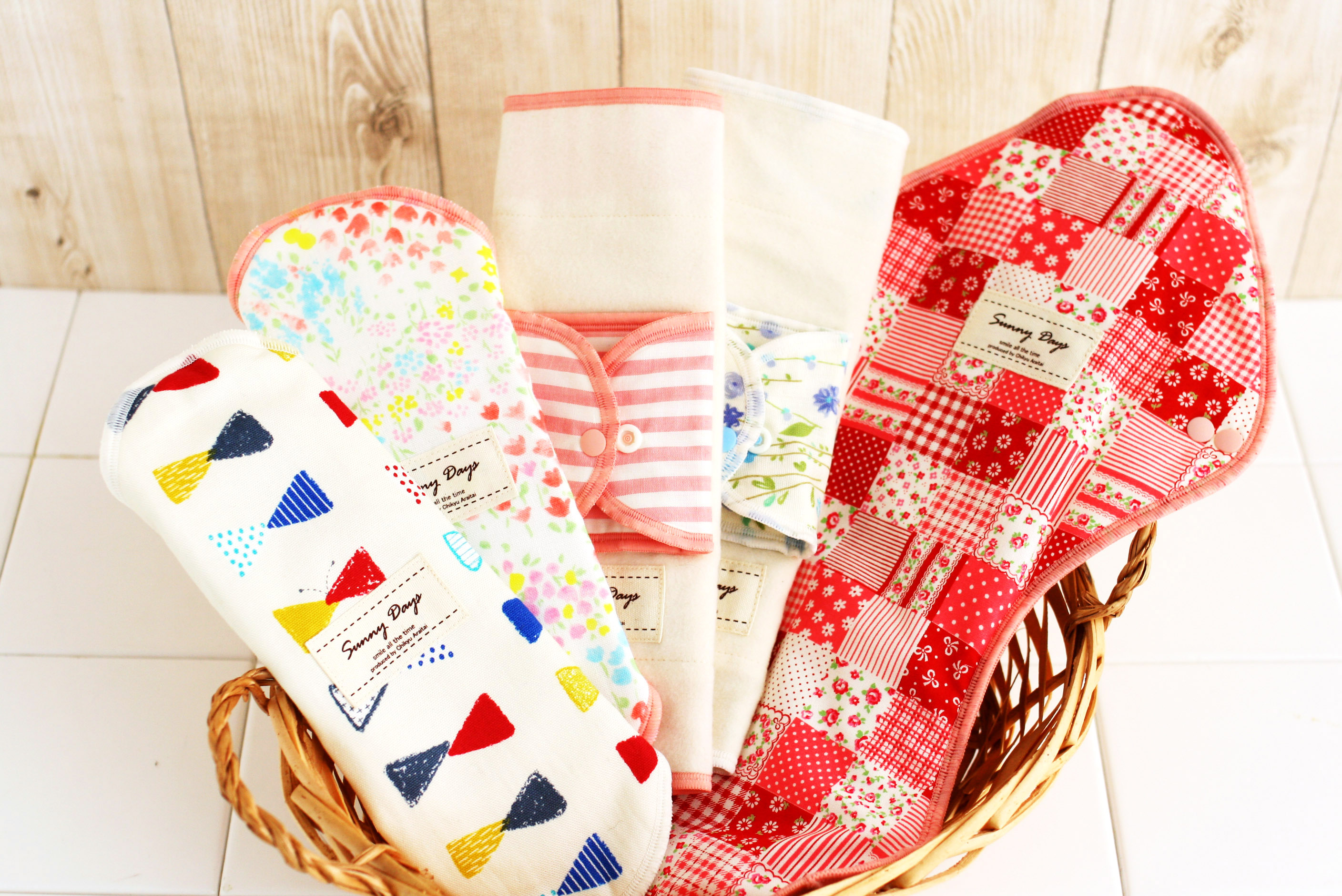

فوطة الحيض القماشية هي منتج شخصي تستخدمه النساء في أيام الحيض.

## تاريخها
استخدمت النساء في اليونان القديمة الصوف السادة الذي كان يشمعه ويحيكه الرومان و القطن المصنوع من المغزولات القطنية.واستخدمت في مصر أيضا من ورق البردى الملفوف بروث الفيل أو التماسيح.وتنظف النساء الأميركيات الأم لأجيالها من أجل امتصاص الدم، تم ملئ الأعشاب البحرية المفرومة وأوراق الذرة بجلد الحيوان أو بأوراق الشجر.ويلعب القماش دائما دورا رئيسيا في امتصاص دم الحيض.ويحيك أجدادنا تنورتهم بشكل يمتص الدم.وحتى اليوم فإن النساء الآسيويات على الرغم من وجود مناشف ومخازن مصنوعة من ورق الأرز، تستخدم الإسفنج الماص.وعندما تستعين نساء الإسكيمو بفرو الأرنب الثلجى فإنها تستفيد من الأوراق الكبيرة كما في الماضى وكذلك كثير من النساء في المناطق الجغرافية الأخرى.تم تصنيع حفاضات ذات الاستخدام الأوحد ولأول مرة في الولايات المتحدة الأمريكية عام 1886.
هذه الحفاضات المعروفة بأنها«محرمات مرأة» والتي تتكون من قطن أصفر بحفاضة منسوجة في الغالب ظلت مستترة في السنوات الأولى.و على كل حال، فقد استغرقت وقتا كما هو الحال في تركيا.

## تاريخها في تركيا
إزداد أستخدام حفاضات الحيض في تركيا مع بداية عام 1990.وتسببت زيادة النمو الإقتصادى والتغيرات الثقافية بزيادة معدل استخدام حفاضات الحيض بين النساء والتخلى عن الطرق التقليدية.و تم تحديد حفاضات الحيض في تركيا مع العلامة التجارية بالتحديد وهذه العلامة أصبحت باسم حفاضة الحيض.ولكن مع بداية الألفية الثانية دخلت كثير من الماركات للسوق التركية وحدثت طفرة كبيرة لقطاع حفاضات الحيض.